# Upsher Green
Upsher Green är en by (hamlet) i Suffolk, östra England. Den har en byggnad som kallas Gable Cottage and Lark Cottage.